# Lijst van Belgische films
Dit is een lijst van voornamelijk langspeelfilms waar België de hoofdproducent van was, in chronologische volgorde.

## Tot 1929: stille films
1907
- Les Deux Vagabonds de Namur / De twee vagebonden uit Namen (kortfilm)

1914
- Vervloekt zij den oorlog / Maudite soit lad guerre

1919
- De loteling (Le Conscrit)

1920
- De storm in het leven

1921
- De arme edelman (Le Gentilhomme pauvre)
- Het straatzangeresje (La Petite Chanteuse des rues)
- De kantwerkster van Brugge (La Dentellière de Bruges)
- La Libre Belgique

1922
- Ter eere van den Belgischen soldaat / À la gloire du troupier belge

1923
- Verdwaalde zielen

1925
- De schaking van Helena / Le Rapt d'Hélène

1926
- Bet trekt de 100.000
- Met onze jongens aan den IJzer
- Kermesse sanglante / Bloedige kermis

1927
- Bet zit in de penarie

1928
- Leentje van de zee

1929
- Baas Ganzendonck
- Pour vos beaux yeux

## 1930–1944: eerste geluidsfilms
1929
- De familie Klepkens / La Famille Klepkens (geluid op grammofoonplaat)

1930
- Diepten / Profondeurs (geluid op grammofoonplaat)

1933
- Meisjes in vrijheid / Jeunes Filles en liberté (onvoltooid)

1934
- De verloofde uit Canada (voorgenomen sonorisatie onvoltooid)
- De Witte
- Ellende in de Borinage

1935
- Uilenspiegel leeft nog
- Alleen voor u

1936
- De wonderdokter

1937
- Havenmuziek
- Het kwade oog
- De roem van het regiment / La Gloire du régiment

1938
- Drie flinke kerels
- Bossemans et Coppenolle

1939
- Met den helm geboren
- Een engel van een man
- Janssens tegen Peeters
- Zig-zag

1940
- Wit is troef
- Janssens en Peeters dikke vrienden

1941
- Veel geluk, Monika
- Een aardig geval

1942
- Antoon, de flierefluiter
- M. Dingemans en Mme. Babbel (zes kortfilms, 1942–1943)

1943
- Wenn die Sonne wieder scheint

## 1944–1964: naoorlogse periode
1944
- Soldats sans uniforme

1945
- Barak 1 / Baraque 1
- Baas Gansendonck

1946
- Forçats d'honneur
- God schiep de mens

1947
- Met jou is de wereld veel mooier
- Le Pèlerin de l'enfer
- Leve de vrouwtjes!
- De krab met de gulden scharen

1948
- Nieuwenhove

1950
- Ah! t'Is zo fijn in België te leven

1951
- Bizimana

1952
- Uit hetzelfde nest
- De moedige bruidegom

1953
- Sinjorenbloed
- Schipperskwartier

1954
- De spotvogel
- De hemel op aarde
- 't Is wreed in de wereld

1955
- Min of meer
- De bruid zonder bed
- Meeuwen sterven in de haven
- Klinkaart
- De roof van Hop-Marianneke

1956
- Jongens zoals wij
- De klucht van de brave moordenaar
- Vuur, liefde en vitaminen
- Mijn man doet dat niet
- Boevenprinses

1957
- Rendez-vous in het paradijs
- Wat doen we met de liefde
- Moeder, wat zijn we rijk

1958
- Kinderen in Gods hand
- Het meisje en de Madonna
- Het geluk komt morgen
- Vrijgezel met 40 kinderen
- Onschuldig verlangen
- Le Chantier des Gosses

1959
- Een zonde waard
- Zwervers in het land der dromen
- Prelude tot de dageraad

1960
- Hoe zotter hoe liever
- De duivel te slim
- De zaak M.P.
- Si le vent te fait peur

1961
- De stille genieter
- Want allen hebben gezondigd
- Brigands voor outer en heerd

1962
- De ordonnans
- Zomercapriolen

1963
- Leven en dood op het land

1964
- Spuit Elf

## 1964–1969: periode van de eerste gesubsidieerde films in Vlaanderen
1965
- Les Aventures des Schtroumpfs

1966
- De man die zijn haar kort liet knippen
- Het afscheid
- De grote eenzaamheid
- De obool

1967
- ¿Y mañana?
- Cash? Cash!
- Onze lieve vrouw der vissen
- Asterix de Galliër
- Le Départ

1968
- De vijanden
- Un soir, un train
- Monsieur Hawarden
- De schat van de zeerover
- Asterix en Cleopatra

1969
- Princess

## 1969–1979: aanvang van het tijdperk van de kleurenfilm
1969
- Palaver
- L'Étreinte (De omhelzing)
- De zonnetempel

1971
- Mira
- Les Lèvres rouges / Daughters of Darkness
- Malpertuis
- Rendez-vous à Bray
- Ieder van ons
- Lucky Luke
- Le Chantier des Gosses

1972
- Louisa. Een woord van liefde
- Rolande met de bles
- Ontbijt voor twee
- Kuifje en het Haaienmeer
- Jonny & Jessy

1973
- Het dwaallicht
- Belle
- Home Sweet Home
- Kruiswegstraat 6
- Camera Sutra (De bleekgezichten)
- De loteling
- Le Moine (ook wel: The Monk)

1974
- Verloren maandag
- Salut en de kost
- Golden Ophelia
- Wondershop
- Waar de vogeltjes hoesten

1975
- Dood van een non
- Verbrande Brug
- Jeanne Dielman, 23, quai du Commerce, 1080 Bruxelles (In 2022 verkoos de British Film Institute (BFI) deze film tot beste film aller tijden)
- Tarzoon: shame of the jungle (Tarzoon, de schande van de jungle)

1976
- De komst van Joachim Stiller
- Pallieter
- Mirliton
- De fluit met de zes smurfen

1978
- In kluis
- In alle stilte
- Het verloren paradijs
- Hedda Gabler

1979
- Slachtvee
- Kasper in de onderwereld
- Een vrouw tussen hond en wolf
- De proefkonijnen
- Mireille dans la vie des autres
- Exit 7

## 1980–1989
1980
- Vrijdag
- De Witte van Sichem
- Het einde van de reis
- De terugtocht
- Hellegat
- Maedeli la brèche
- The Missing Link

1981
- Brugge, die stille

1982
- Het beest
- Tijd om gelukkig te zijn

1983
- Brussels by Night
- De Vlaschaard
- Zaman

1984
- Tantes
- Jan zonder vrees
- Zware jongens

1985
- Wildschut
- The Afterman
- Istanbul
- De Leeuw van Vlaanderen
- De aardwolf
- Een Griekse tragedie
- Permeke

1986
- Het gezin van Paemel
- Paniekzaaiers
- Springen
- Mascara

1987
- Crazy Love
- Hector

1988
- Dagboek van een oude dwaas
- De kollega's maken de brug
- Gaston en Leo in Hong Kong

1989
- Blueberry Hill
- Boerenpsalm
- Wait Until Spring, Bandini
- De vrek
- Sailors Don't Cry
- A Helping Hand
- Marquis

## 1990–1999
1990
- Koko Flanel (komedie)
- Het sacrament (tragikomedie)

1991
- Boys (komedie)
- Toto le héros (tragikomedie)
- Elias of het gevecht met de nachtegalen
- Eline Vere (drama)

1992
- Het witte bloed (familie/jeugd)
- C'est arrivé près de chez vous (misdaad, zwarte komedie)
- Daens (biografie, geschiedenis)

1993
- Ad fundum (drama)
- Just Friends (familie)
- Close (misdaad, drama)
- De zevende hemel (romantische komedie)

1994
- Max (komedie)
- Achterland
- La Vie Sexuelle des Belges 1950-1978 (biografie, romantische komedie)
- Rue Verte
- Suite 16 (internationaal – thriller, drama)
- Taxandria (animatie, avontuur)

1995
- Between the Devil and the Deep Blue Sea (internationaal – drama)
- She Good Fighter (misdaad, actie)
- Le Réveil (kortfilm – komedie)
- Manneken Pis (tragikomedie)
- Brylcream Boulevard (romantisch drama)

1996
- Alles moet weg (tragikomedie)
- Camping Cosmos (romantische komedie)
- La Promesse
- Le Huitième Jour (komedie)
- Elixir d'Anvers
- Turnpike (korte film)
- Ce sunt amorettes

1997
- Gaston's War
- De suikerpot
- Hombres complicados
- Karakter
- Oesje!
- Leonie
- Knockin' on Heaven's Door

1998
- Rosie
- Dief!
- S. (thriller, drama)
- Fermeture de l'usine Renault à Vilvoorde
- Licht (avontuur, romantiek)

1999
- De bal
- Rosetta (drama)
- Shades (misdaad, drama)
- Les Convoyeurs attendent
- Vrijdag visdag
- Vergeten straat
- De Kabouterschat
- Film 1
- Missing Link
- Blue Belgium
- Man van staal
- Blinker
- Molokai: The Story of Father Damien (biografie, drama)
- Alien Adventure
- Cowboy uit Iran
- Kaas

## 2000–2009
2000
- Penalty (kortfilm – drama)
- Iedereen beroemd! (drama)
- Bruxelles mon amour (drama)
- Bruxelles Minuit
- Team Spirit (romantische komedie)
- Oscar Niemeyer, un architecte engagé dans le siècle (documentaire)
- La Jouissance des hystériques a.k.a. La vie sexuelle des Belges 4 (biografie)
- Plop in de Wolken (familie/jeugd)
- Lijmen/Het Been (misdaad)
- Blinker en het Bagbag-juweel (familie)
- Misstoestanden (familie/jeugd)
- Presque rien (drama)

2001
- Maria
- Verboden te zuchten (drama)
- Pauline & Paulette (tragikomedie)
- Falling (romantisch drama)
- De verlossing (tragikomedie)
- Villa des roses (oorlog, drama)
- Olivetti 82 (policier, drama)
- No Man's Land (oorlog)

2002
- Alias (horror/slasher)
- Le Fils (drama)
- Hop (tragikomedie)
- Meisje (romantisch drama)
- Kassablanka (drama)
- Les enfants de l'amour (drama)
- Science Fiction (familie/jeugd)
- La vie comme elle vient (drama)
- Toothpick (misdaad)
- La vie politique des Belges (documentaire)
- De Nacht van de Wansmaak (compilatie, horror)

2003
- Any Way the Wind Blows (tragikomedie)
- Plop en de Toverstaf (familie/jeugd)
- Verder dan de maan (familie)
- Team Spirit 2 (romantische komedie)
- De zaak Alzheimer (policier, thriller)
- Les triplettes de Belleville (animatie)

2004
- Confituur (tragikomedie)
- De kus (romantisch drama)
- Steve + Sky (tragikomedie, romantiek)
- De zusjes Kriegel (familie/jeugd)
- Quand la mer monte (tragikomedie)
- 25 degrés en hiver (tragikomedie)
- De duistere diamant (familie/jeugd)
- Nuit Noire (sci-fi)
- K3 en het magische medaillon (familie/jeugd)
- Plop en Kwispel (familie/jeugd)
- Podium (komedie)
- Flatlife (animatie)
- Poids léger (drama)
- Wild Side (drama)

2005
- Maria Dolores (drama)
- L'Enfant (drama)
- De indringer (mysterie, thriller)
- Verlengd weekend (tragikomedie)
- Les vacances de Noël (romantiek)
- Suspect (melodrama)
- Ordinary Man (horror, zwarte komedie)
- Een ander zijn geluk (drama)
- Buitenspel (familie)
- Plop en het Vioolavontuur (familie/jeugd)
- Afterman 2 (actie, sci-fi)
- Piet Piraat en de betoverde kroon (familie/jeugd)
- Joyeux Noël (oorlog)

2006
- Kruistocht in spijkerbroek (avontuur, fantasie)
- De hel van Tanger (drama)
- Dennis van Rita (drama)
- The Room (horror)
- K3 en het ijsprinsesje (familie/jeugd)
- Vidange perdue (drama)
- Dikkenek
- The Flemish Vampire (horror)
- Windkracht 10: Koksijde Rescue (actie)
- Koning van de wereld (melodrama)
- Piet Piraat en het vliegende schip (familie/jeugd)
- Plop in de stad (familie/jeugd)
- Comme tout le monde (romantische komedie)
- Si le vent soulève les sables (drama)
- Administrators (animatie)
- Tanghi Argentini (kortfilm – komedie)
- Khadak (drama)

2007
- Ex Drummer (tragikomedie)
- Firmin (komedie)
- To Walk Again (documentaire)
- Dagen zonder lief (tragikomedie)
- De laatste zomer (drama)
- Ben X (waargebeurd drama)
- Man zkt vrouw (romantische komedie)
- Vermist (policier)
- Plop en de pinguïn (familie/jeugd)
- K3 en de kattenprins (familie/jeugd)
- Weg van België (documentaire)

2008
- Loft (thriller)
- Los (tragikomedie)
- Hotel op stelten (familie/jeugd)
- Fly Me to the Moon (3D-animatie)
- Linkeroever (horror, mysterie)
- JCVD (actie, satire)
- Eldorado (tragikomedie)
- (N)iemand
- Le Silence de Lorna (drama)
- Aanrijding in Moscou (romantische komedie)
- Christmas in Paris (avontuur, drama)
- Piet Piraat en het zwaard van Zilvertand (familie/jeugd)
- Blinker en de Blixvaten (familie)
- Anubis en het pad der 7 zonden (familie/jeugd)
- Coma (drama)
- Happy Together (drama)
- Vinyan (internationaal – horror, thriller)

2009
- Dirty Mind (actiekomedie)
- Unspoken (drama)
- Katanga Business (documentaire)
- SM-rechter (drama)
- Soeur Sourire (biografie, musical)
- De helaasheid der dingen (tragikomedie)
- My Queen Karo (drama)
- Altiplano (internationaal – drama)
- Dossier K. (policier, thriller)
- Lost Persons Area (drama)
- Het geheim van Mega Mindy (familie/jeugd)
- Meisjes (tragikomedie)
- Les Barons (komedie)
- Reiki (fantasie/actie)
- Plop en de kabouterbaby (familie/jeugd)
- Anubis en de wraak van Arghus (familie/jeugd)
- De Texas Rakkers (3D-animatie)
- Mr. Nobody (internationaal – drama, fantasie)
- My Donna (kortfilm – drama)
- Paniek in het dorp (animatie)

## 2010–2019
2010
- Sammy's Adventures: The Secret Passage (3D-animatie)
- Adem (drama)
- Bo (drama)
- Wolf (policier, actie)
- Zot van A. (romantische komedie)
- Turquaze (drama)
- En waar de sterre bleef stille staan (drama)
- Frits & Freddy (komedie)
- Smoorverliefd (romantische komedie)
- Mega Mindy en het Zwarte Kristal (familie/jeugd)
- 22 mei (thriller)
- Vampires (horror, zwarte komedie)
- Illégal (drama)

2011
- Marieke Marieke (drama)
- Rundskop (misdaad)
- Blue Bird (avontuur, drama)
- Le Gamin au vélo (drama)
- Noordzee, Texas (drama)
- Swooni (drama)
- Schellebelle 1919 (geschiedenis, drama)
- Hasta la vista (tragikomedie)
- Pulsar (thriller)
- Portable Life (avontuur, biografie)
- Quichote's eiland (avontuur, fantasie)
- Code 37 (policier)
- Het varken van Madonna (komedie)
- Groenten uit Balen (drama)
- Mega Mindy en de Snoepbaron (familie/jeugd)
- The Invader (drama)

2012
- Tot altijd (waargebeurd drama)
- Mixed Kebab (tragikomedie)
- Allez, Eddy! (familie)
- Weekend aan zee (romantische komedie)
- Plop wordt Kabouterkoning (familie/jeugd)
- Sammy 2 (3D-animatie)
- A perdre la raison (drama)
- Little Black Spiders (drama)
- The Broken Circle Breakdown (melodrama)
- Offline (drama)
- Brasserie Romantiek (romantiek, familie)
- K3 Bengeltjes (familie/jeugd)

2013
- Kid (drama)
- Frits & Franky (komedie)
- Crimi Clowns: De Movie (misdaad)
- Bingo (komedie)
- The Last Inquisitors (internationaal – actie)
- Piet Piraat en het zeemonster (familie/jeugd)
- Los Flamencos (komedie)
- Het vonnis (misdaad, rechtbank)
- Marina (biografie, komedie, musical)
- F.C. De Kampioenen: Kampioen zijn blijft plezant (komedie, roadmovie)
- Flits & het magische huis
- Le Passé (drama)

2014
- Drift (drama)
- De behandeling (policier, thriller)
- K3 Dierenhotel (familie/jeugd)
- W. (policier)
- Halfweg (tragikomedie, mysterie)
- Flying Home (romantisch drama)
- Booster (drama)
- Labyrinthus (familie/jeugd)
- De maagd van Gent (drama)
- Deux jours, une nuit (drama)
- Alléluia (horror, misdaad)
- Waste Land (policier, thriller)
- Plan Bart (romantische komedie)
- Welp (horror/slasher)
- Image (thriller, misdaad)
- Brabançonne (komedie, musical)
- Bowling Balls (actiekomedie)
- Trouw met mij! (komedie)
- Benoît Brisefer: Les taxis rouges (komedie)
- Song of the Sea (animatie)

2015
- Pact (horror)
- Lee & Cindy C. (tragikomedie)
- Paradise Trips (tragikomedie)
- Keeper (drama)
- Le Tout Nouveau Testament (komedie)
- D'Ardennen (thriller)
- Café Derby (familie)
- Terug naar morgen (drama, sci-fi)
- Black (thriller, misdaad)
- Galloping Mind (drama)
- Cafard (animatie)
- Problemski Hotel (drama)
- Phantom Boy (animatie)
- F.C. De Kampioenen 2: Jubilee General (familie, komedie)
- Ay Ramon! (sinterklaasfilm)
- Brak (sci-fi)
- Wat mannen willen (romantische komedie)
- Mega Mindy versus Rox (familie/jeugd)
- Safety First: The Movie (komedie)

2016
- Je me tue à le dire (komedie)
- Broer (drama)
- Belgica (drama)
- La Tour 2 : Controle Infernale (komedie)
- Baden Baden (komedie, drama)
- Helden van de zee (familie)
- Robinson Crusoe: The Wild Life (animatie)
- Un homme à la mer (drama)
- Mirage d'amour avec fanfare (drama, romantiek)
- Achter de wolken (drama)
- Laundry Man (horror)
- Zaak De Zutter (misdaad, geschiedenis)
- La Fille inconnue (drama)
- Somer (drama)
- Realive (sci-fi)
- Noces (drama)
- Souvenir (romantiek)
- La Mécanique de l'Ombre (actie, thriller)
- Everybody Happy (drama)
- Caffè (drama)
- King of the Belgians (komedie, drama)
- Home (drama)
- Vincent (drama)
- Le Ciel Flamand (drama)
- Isra en het magische boek (familie)
- Le Passé devant nous (drama)
- Even Lovers Get the Blues (drama)
- Mon ange (romantiek)
- My First Highway (coming of age)
- En amont du fleuve (avontuur, drama)
- De premier (thriller)
- De Buurtpolitie: De Grote Geldroof (actie)
- Crimi Clowns 2.0: Uitschot (misdaad)
- The Son of Bigfoot (animatie)
- Flemish Snuff (thriller)
- Faut pas lui dire (komedie)
- Pippa (komedie)
- Ghost Rockers - Voor altijd? (familie)
- Insoumise (drama)
- Sonar (drama)
- Teleurdeugd (drama)

2017
- Chez nous (drama)
- Allemaal familie (drama)
- H.I.T. (komedie)
- Sprakeloos (drama)
- Madame Hyde (komedie)
- Le Fidèle (drama)
- Cargo (drama)
- In Blue (drama)
- Alleen Eline (drama)
- Het tweede gelaat (drama)
- Zagros (drama)
- Resurrection (drama)
- Helden boven alles (jeugd)
- Façades (drama)
- Vele hemels boven de zevende (drama)
- F.C. De Kampioenen 3: Forever (familie, komedie)
- K3 Love Cruise (jeugd)

2018
- Patser (misdaad)
- De Buurtpolitie: De Tunnel (actie)
- Girl (drama)
- Charlie en Hannah gaan uit (romantiek, komedie)
- Niet schieten (drama)
- De Collega's 2.0 (komedie)
- Nachtwacht: De poort der zielen (familie, avontuur)

2019
- Continuer (drama)
- Seule à mon marriage (drama)
- Trio (romantiek, komedie)
- Urbanus: De vuilnisheld (komedie, animatie)
- Etangs Noirs (drama)
- Coureur (drama)
- Duelles (drama)
- Hellhole (drama)
- Binti (familie)
- The Queen's Corgi (animatie)
- Cleo (drama)
- All of Us (tragikomedie)
- De Buurtpolitie: Het Circus (misdaad)
- Torpedo (actie)
- Wees blij dat het regent (drama)
- The Best of Dorien B. (tragikomedie)
- Koud Licht (horror, thriller)
- F.C. De Kampioenen 4: Viva Boma (komedie)
- Ahmed (drama)
- De Patrick (drama)
- Hotel Poseidon (horror)
- Yummy (horror, komedie)
- Birdsong (drama)
- The Barefoot Emperor (komedie)
- Sinner (romantiek)
- Superette Anna (drama)
- Fatwa (drama)
- Bastaard (drama)

## 2020–2029
2020
- Muidhond (drama)
- The Racer (sportdrama)

2021
- K3: Dans van de farao (komedie)
- W817: 8eraf! (komedie)
- Cool Abdoul
- Dealer
- Ferry
- La Civil
- Duyster (horror)
- Rookie
- Crisis
- Les Intranquilles
- Titane
- Un Monde

2022
- Zillion
- Onze Natuur, De Film
- Close
- De Zonen van Van As - De Cross
- De Buurtpolitie: De Perfecte Overval
- Rebel
- Rewind
- H4Z4RD

2023
- Het smelt
- Here
- Il pleut dans la maison
- Augure
- WIL
- Zlata
- Skunk
- J'aime la vie

2024
- Holy Rosita
- The Last Front
- Young Hearts
- Julie zwijgt
- BXL
- Milano
- Waarom Wettelen?
- K3 en het lied van de zeemeermin

2025
- Comeback